# Elatus
Elatos (Oudgrieks Ἔλατος) is een persoon uit de Griekse mythologie. Hij was koning van de Lapithen en woonde in de stad Larisa in Thessalië.
Hij was getrouwd met Hippeia, dochter van Antippos. Ze hadden drie zoons: de argonauten Polyphemos, Kaineus (een hermafrodiet) en Ischys en nog een dochter Dotia.